# ترزا پلازنس
ترزا پلازنس (انگلیسی: Theresa Plaisance؛ زادهٔ ۱۸ مهٔ ۱۹۹۲) بازیکن بسکتبال اهل ایالات متحده آمریکا است.